# Xabier Etxeita
Xabier Etxeita Gorritxategi (Amorebieta-Echano, Vizcaya, 31 de octubre de 1987) es un exfutbolista español que jugaba de defensa.

## Trayectoria

### Inicios
Se formó en el conjunto de su localidad, la SD Amorebieta. Actuó en el primer equipo zornotzarra durante la temporada 2005-2006, jugando como extremo izquierdo o mediapunta. En verano de 2006 se incorporó al Bilbao Athletic, donde estuvo dos temporadas y media. No fue hasta su segunda temporada en el filial rojiblanco cuando pasó a jugar como defensa central.
Debutó con el Athletic Club, el 12 de noviembre de 2008, ante el Recreativo en Copa. Disputó un total de 14 encuentros de Liga y 2 de Copa con el Athletic Club a lo largo de la temporada 2008-2009. En esa temporada alcanzó la final de la Copa del Rey, que perdió ante el Barcelona (1-4). El 23 de mayo de 2009, en un partido ante el Atlético de Madrid (1-4), marcó su primer gol en Primera División en San Mamés.
En la primera parte de la temporada 2009-2010 disputó cinco partidos, uno de ellos de Liga Europa de la UEFA, por lo que se optó por una cesión. En enero de 2010, el FC Cartagena, equipo de Segunda División, logró su cesión hasta el final de la temporada. Jugó con la camiseta del club cartaginés un total de 14 partidos. Con este club rozó el ascenso a Primera División, quedando finalmente en quinta posición. Etxeita demostró un gran nivel y suplió, con éxito, las bajas de Pascal Cygan o Pablo Ruiz.

### Elche CF
En julio de 2010, tras lograr la carta de libertad, se comprometió con el Elche CF por tres temporadas. El 4 de junio de 2013 el consejero del Elche CF confirmó el regreso del central al Athletic Club, después de ascender con el equipo ilicitano a Primera División. Disputó 40 de las 42 jornadas y marcó cuatro goles en su última campaña. En su último partido con el club ilicitano, disputado ante el Guadalajara el 8 de junio, alcanzó el centenar de partidos.

### Athletic Club
El 1 de julio de 2013 firmó por el Athletic Club, después de acabar su contrato con el club ilicitano. Tras una primera temporada casi inactivo (2013-14), donde sólo participó en tres partidos, consiguió hacerse con la titularidad en su segunda temporada (2014-15). Pudo participar hasta en dos encuentros de Liga de Campeones de la UEFA y disputar la final de la Copa del Rey frente al Barcelona. Disputó 34 partidos, a pesar de sufrir varias lesiones, y anotó tres goles. Su gol más importante lo anotó en la vuelta de semifinales ante el Espanyol, que permitió alcanzar dicha final.
En agosto de 2015 consiguió el título de campeón de la Supercopa de España al superar al Barcelona a doble partido, siendo titular en ambos partidos. En su tercera temporada se asentó como titular y disputó 47 partidos, incluso debutó con la selección española. En la temporada 2016-2017, debido a la irrupción de Yeray, perdió su condición de titular y apenas pudo disputar 16 partidos. Con la llegada de Ziganda fue elegido como titular en Liga Europa, donde jugó 12 de los 14 partidos que disputaron. De hecho, no jugó en Liga hasta la jornada 14, ante el Real Madrid, por la sanción de Laporte. El 7 de enero de 2018, en su segundo partido en Liga, marcó el primer gol tras saque de esquina de la temporada, después de 93 intentos fallidos, ante el Alavés (2-0). Cinco días después del gol, firmó su renovación por una temporada. El 22 de febrero marcó su primer gol en competición europea al rematar de cabeza un centro de Saborit, partido correspondiente a la vuelta de dieciseisavos de final de la Liga Europa ante el Spartak Moscú.

### SD Huesca
El 24 de julio fue cedido por una temporada a la SD Huesca, recién ascendida a Primera División, para completar la nómina de centrales del conjunto oscense. Debutó como titular en la jornada inaugural ante la SD Eibar, con victoria (1-2). En su séptimo partido oficial con el club altoaragonés, llevó el brazalete de capitán en un encuentro a domicilio ante el Sevilla. Una semana más tarde adelantó, con un remate de cabeza, al equipo en el empate a uno ante el Getafe. Veinte días después, con un nuevo tanto con la testa, marcó en el empate a dos ante el Levante. Al término de la campaña fue el tercer máximo goleador de la plantilla, habiendo sido titular en treinta partidos de Liga. Pocos días después, el Athletic Club anunció que no renovaría su contrato por lo que quedaba libre para firmar por cualquier club.

### Getafe CF
El 13 de agosto de 2019 el Getafe C. F. hizo oficial su incorporación para las siguientes dos temporadas. Empezó la temporada como suplente, pero tras la marcha de Leandro Cabrera se hizo un sitio junto a Dakonam Djené en el eje de la zaga. El 30 de junio de 2021 abandonó el club tras haber finalizado su contrato.

### SD Eibar
El 15 de julio de 2021 firmó por un año con la S. D. Eibar de Segunda División. El 3 de noviembre marcó el gol del triunfo, en el descuento, frente al Oviedo (1-0) en un encuentro marcado por el debut Fernando Llorente. Al término de la temporada, el club armero decidió no renovar el contrato del central.

### SD Amorebieta
El 8 de septiembre de 2022 regresó a la SD Amorebieta de Primera Federación. Con el equipo vizcaíno logró el ascenso a Segunda División siendo titular.En mayo de 2024, poco antes de acabar la temporada, anunció su retirada como futbolista.

## Selección nacional
El 5 de octubre de 2015 recibió la primera llamada de Vicente del Bosque y fue convocado con la selección española, debutando contra {Ucrania, el 12 de octubre, en un partido valedero para la clasificación para la Eurocopa 2016. Formó una pareja de centrales inédita con Nacho, jugador del Real Madrid, que disputaba su segundo partido.

## Clubes
- Actualizado a 4 de junio de 2024

| Club                     | Año       | Partidos | Goles |
| ------------------------ | --------- | -------- | ----- |
| S. D. Amorebieta         | 2005-2006 | -        | -     |
| Bilbao Athletic          | 2006-2009 | 66       | 7     |
| Athletic Club            | 2008-2010 | 21       | 1     |
| F. C. Cartagena (cedido) | 2010      | 14       | 1     |
| Elche C. F.              | 2010-2013 | 100      | 5     |
| Athletic Club            | 2013-2019 | 119      | 7     |
| S. D. Huesca (cedido)    | 2018-2019 | 32       | 4     |
| Getafe C. F.             | 2019-2021 | 34       | 0     |
| S. D. Eibar              | 2021-2022 | 21       | 1     |
| S. D. Amorebieta         | 2022-2024 | 55       | 0     |

## Palmarés

### Títulos nacionales
| Título              | Club          | País   | Año  |
| ------------------- | ------------- | ------ | ---- |
| Supercopa de España | Athletic Club | España | 2015 |